# Gergo di Internet
Il gergo di Internet è una varietà linguistica elaborata e utilizzata dalle comunità di utenti di Internet, la maggior parte del quale originata da esigenze brachilogiche e stenografiche che consentano un risparmio di movimenti sulla tastiera (tachigrafia), attraverso specifici espedienti.
Alcune personalità del mondo online, tra cui Jerry Holkins di Penny Arcade, hanno cominciato a sminuire l'utilizzo del gergo, arrivando al punto di definirlo "la cruda abbreviazione delle classi più basse".

## Espedienti tachigrafici e brachigrafici
Le parole sono spesso scritte in minuscolo, per evitare la pressione coordinata del tasto shift, mentre le maiuscole vengono riservate ai casi in cui si voglia porre una particolare enfasi sul testo: anche in inglese, il pronome "io", la cui corretta ortografia prevede la maiuscola (I), appare spesso come una semplice i minuscola.
Frasi comuni di avviso (o parentetiche) vengono spesso contratte in abbreviazioni e la loro posizione ricorrente in alcune frasi può essere d'aiuto nella decodifica del testo. Alcuni esempi possono essere: IMHO ("in my humble opinion", "secondo la mia modesta opinione"), AFAIK ("as far as I know", "per quanto ne so"), ASAP ("as soon as possible", "appena possibile"), BRB ("be right back", "torno subito"), ecc.
Le emoticon o smilies, come ":-)" ("faccine" in italiano), possono in qualche modo rendere più chiaro l'intento emotivo di un messaggio scritto. Come capita in molti gerghi, gli utenti possono intendere la stessa emoticon in modo sincero o sarcastico; per esempio, l'emoticon ":P", che rappresenta un volto con la lingua in fuori, può esprimere sia divertimento genuino sia un commento sarcastico o leggermente negativo su qualcosa detto da qualcun altro. Anche se il gergo di questo campo specifico che è internet ha una stretta relazione con il leet, quest'ultimo veniva usato tradizionalmente solo dai giocatori online, mentre gruppi molto più ampi di utenti internet usano abitualmente questo linguaggio.

## Utilizzo con le tecnologie
Il gergo di internet viene usato anche in svariati altri mezzi di comunicazione elettronici.
- Gli SMS sui telefoni cellulari si basano sul cosiddetto linguaggio degli SMS, uno slang ancora più pesantemente abbreviato di quello di Internet, un fenomeno dovuto principalmente alla difficoltà di scrivere testi lunghi ed elaborati sui terminali mobili, alla necessità di accorciare i testi, e all'esigenza di velocità e immediatezza nel riscontro della comunicazione. Al pari della messaggistica istantanea, fa uso di emoticon quali espedienti extra-verbali per esprimere, in modo sintetico, emozioni o stati d'animo.
- La messaggistica istantanea è un mezzo di comunicazione molto diffuso: da qui la brevità che è una parte importante della comunicazione in questo campo. Come nel linguaggio degli SMS, il gergo possiede alcuni elementi extra-verbali, le emoticon, utilizzate spesso per esprimere le emozioni[4].
- Le chatroom, soprattutto quelle connesse ai sistemi di messaggistica istantanea, spesso fanno uso di abbreviazioni e emoticon.
- Le chatroom su IRC non usano le abbreviazioni così spesso, più frequentemente si trova un massiccio utilizzo di lettere minuscole (per una questione di velocità di digitazione) e di emoticon. Gli utenti di irc usano spesso le emoticon per esprimere ironia e sarcasmo.
- Alcuni forum su Internet usano lo slang stesso di Internet. Questo può accadere per una semplice questione di velocità, come già detto prima, o, in forum dove prevale una maggiore correttezza grammaticale, può dare al discorso un tono più sarcastico. Il gergo dei forum tende a essere ancora più specializzato e localizzato di altri tipi di gergo.
- Nelle community di quasi tutti i browser game appaiono abbreviazioni proprie del gioco in questione.

Le abbreviazioni legate a questo mondo si evolvono e modificano in continuazione e con un'estrema velocità. I giochi online forniscono un buon punto d'osservazione. Spesso, le persone disinteressate alla programmazione non comprendono la più classica frase nerdy (sciocca) come ad esempio "2B||!2B" (che significa "essere o non essere", composta usando gli operatori booleani), quindi esse diventano inutili o compaiono solo in forum minori.
La comunicazione scritta, largamente maggioritaria in internet, ha tipicamente diversi limiti rispetto alla comunicazione faccia a faccia: essa non è accompagnata dalla gestualità del corpo, non vi sono indicazioni offerte dalla reazione di contegno o dalla relazione prossemica, né altri elementi del linguaggio parlato, come l'intonazione, che aiutano a definire alcune emozioni. Queste sfumature non possono venire trasferite direttamente nel testo scritto. Le abbreviazioni di chat (o, in inglese, chaq) si sono sviluppate originariamente nei BBS, progenitori di internet: una manciata di esse, ASAP, PO'ed e altri, nascono addirittura prima dei computer. Le sigle di tre lettere (in inglese, Three-letter acronym o TLA, sebbene spesso non si tratti di acronimi) sono ancora tra i più popolari tipi di abbreviazioni nel mondo delle terminologie e gerghi inerenti al computer e le telecomunicazioni. Dei sistemi simili sono recentemente entrati nell'uso comune tra gli utilizzatori di telefoni cellulari.

## Utilizzo

### Giochi online
Una delle forme più popolari di linguaggio relativo ai giochi online è proprio conosciuta come H4X0R o l3375P34K. Al giorno d'oggi il fatto di conoscere il linguaggio dei propri figli può giocare un ruolo importante nel riuscire a salvaguardare la sicurezza in Internet delle fasce più giovani dell'utenza. La Microsoft ha pubblicato un articolo al fine di aiutare i genitori a comprendere alcune delle cose che i loro figli dicono mentre giocano, anche se molti nerd considerano questo articolo uno scherzo, soprattutto per i tentativi della Microsoft di avvicinarsi al suo pubblico e interpretare il leet.

### Effetti sul linguaggio quotidiano
Gli utenti spesso "inventano" le abbreviazioni sul momento, rendendo quindi la conversazione spesso senza senso, oscura e confusa. Queste abbreviazioni istantanee possono portare a cose come OTP, da on the phone, "sono al telefono", oppure OPTD, da outside petting the dog, "sono fuori con il cane". Una caratteristica comune alle comunicazioni di Internet è la troncatura delle parole o la modifica delle stesse in forme digitabili più velocemente. Tutto ciò può entrare nell'uso comune quotidiano, e spesso finire registrato nei dizionari.